# Melissa Aldana
Melissa Aldana (3 de diciembre de 1988) es una saxofonista tenor chilena, que interpreta tanto como solista como con su banda Melissa Aldana & Crash Trio. En 2020 estuvo nominada en los Premios Grammy a mejor solo de jazz improvisado. En diciembre de 2022 fue elegida la sexta mejor saxofonista tenor de jazz viva en el mundo, según la encuesta de los suscriptores de la revista especializada de jazz DownBeat.

## Biografía

### Primeros años y formación
Aldana nació en Santiago de Chile. Comenzó a tocar el saxofón cuando tenía seis años, bajo la influencia y la enseñanza de su padre Marcos Aldana, también saxofonista profesional. Aldana comenzó con el saxofón alto, inspirada por artistas como Charlie Parker, Cannonball Adderley y Michael Brecker. Sin embargo, al escuchar por primera vez la música de Sonny Rollins, cambió al sax tenor; el primer saxofón tenor que utilizó fue un Selmer Mark VI que había pertenecido a su abuelo.
Comenzó a interpretar en clubes de jazz de Santiago durante su adolescencia. En 2005, después de conocerla mientras estaba de gira en Chile, fue invitada por el pianista Danilo Pérez a tocar en el Festival de Jazz de Panamá, así como a varias audiciones en escuelas de música de Estados Unidos. Como resultado de estas presentaciones, ingresó al Berklee College of Music en Boston, donde sus profesores incluyeron a Joe Lovano, George Garzone, Frank Tiberi, Greg Osby, Hal Crook, Bill Pierce y Ralph Peterson.

### Carrera profesional

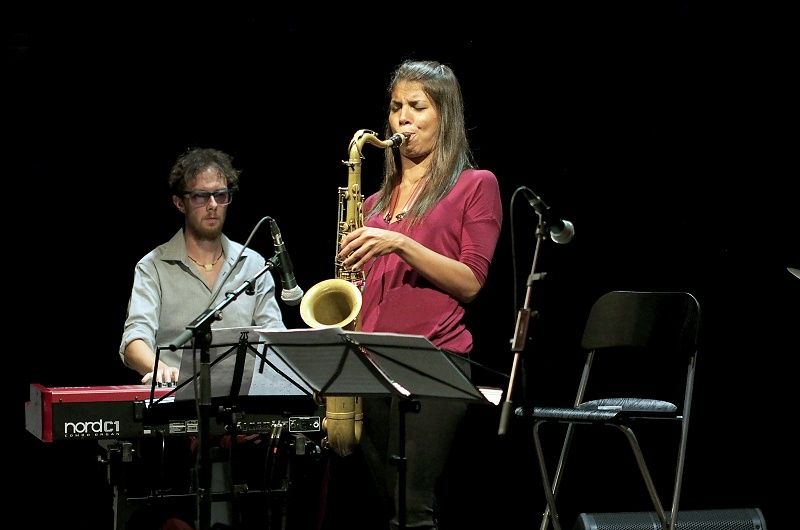
Melissa Aldana con The Jure Pukl Quartet, 2015

Aldana se graduó de Berklee en 2009 y se mudó a Nueva York para estudiar con George Coleman. Grabó su primer álbum, Free Fall, lanzado por el sello Inner Circle Music de Greg Osby en 2010. Sus shows en vivo en este período incluyeron presentaciones en el Blue Note Jazz Club y el Festival de Jazz de Monterey, y su segundo álbum, Second Cycle, fue publicado en 2012. En 2013, a los 24 años, fue la primera mujer y la primera música sudamericana en ganar el Concurso Internacional de Saxofón de Jazz Thelonious Monk, en el que su padre había sido semifinalista en 1991. El premio fue una beca de $25 000 dólares y un contrato de grabación con Concord Jazz. Al informar de su victoria, el Washington Post describió a Aldana como la representación de "un nuevo sentido de posibilidad y dirección en el jazz".
Además, Aldana ha sido galardonada con el Premio Altazor de las Artes Nacionales de Chile y el Premio Martin E. Segal del Lincoln Center. Ha tocado en conciertos junto a artistas como Peter Bernstein, Kevin Hays, Christian McBride y Jeff "Tain" Watts, y en muchos festivales como el Festival de Jazz de Copenhague, el Festival de Jazz de Twin Cities, el Umbría Jazz, el Festival de Jazz de Viena y el Festival de Jazz de Providencia en Chile. También interpretó con Jimmy Heath en la ceremonia de entrega de premios NEA Jazz Masters 2014, y fue invitada al Jazz at Lincoln Center por Wynton Marsalis.

En 2019, Aldana lanza el disco Visions, que hace alusión a la artista mexicana Frida Kahlo. En el disco participan Sam Harris en el piano, Pablo Menares en el contrabajo, Tommy Crane en la batería y Joel Ross en el vibráfono. En Visions, Aldana retoma una pasión que tenía desde la infancia, la pintura, la cual dejó de lado por el saxofón. Aldana realizó una suite basada en la vida de Kahlo:
Y se me ocurrió hacer el set sobre Frida Kahlo, que ha sido una artista a la que he admirado desde pequeña. Yo hacía muchas imitaciones de sus pinturas cuando era chica. Y la idea era hacer una suite que estuviera conectada con su vida, con sus pinturas, con su carácter.
En 2020 fue la única música chilena nominada a los Premios Grammy en la categoría de mejor solo de jazz improvisado por su interpretación de Elsewhere.Su perspectiva musical ha resultado cautivadora para el mundo del jazz: "Abrazar todo lo que escucho, todo lo que toco —incluso los errores— es más significativo que la perfección."Su perspectiva no solo desafía el purismo técnico, sino que le hace un reconocimiento a la improvisación o a la composición espontánea más allá de los solos, ella alude a la atmósfera creativa que se genera en el encuentro entre las y los artistas. 

### Melissa Aldana & Crash Trio
En 2012, Aldana formó el grupo Melissa Aldana & Crash Trio, con el baterista cubano Francisco Mela y el bajista chileno Pablo Menares, un amigo de la escena del jazz de Santiago. En julio de 2014, este grupo lanzó su álbum debut homónimo en Concord Jazz, gracias al contrato de grabación que había formado parte del premio de Aldana por ganar el Thelonious Monk Award. El grupo lanzó su segundo álbum en marzo de 2016 titulado Back Home, en Wommusic, ahora con el baterista Jochen Rueckert.

### Melissa Aldana Quarteto
Formado en 2017, el Melissa Aldana Quartet incluye a Aldana en el saxofón tenor, Sam Harris en el piano (o Lage Lund a la guitarra), Pablo Menares en el bajo y Kush Abadey en la batería.

### Melissa Aldana Quinteto
En 2022 lanzan 12 Stars, grabado bajo el sello discográfico Blue Note Records, y coproducido por Melissa Aldana y por el guitarrista noruego Lage Lund, quién completa el quinteto junto a Sullivan Fortner en el piano y en el fender rhodes, Kush Abadey en la percusión y Pablo Menares en el bajo. Este disco también cuenta con la colaboración de Cécile McLorin Salvant como artista visual en la portada del disco. La respuesta positiva al sencillo "Falling" anticipó el reconocimiento de uno de los álbumes más importantes en la escena del jazz en 2022 según Trebleziney abrió el camino para un álbum creado  durante la pandemia de la Covid-19 y que refleja una postura más abierta la vulnerabilidad por parte de Aldana, tanto a nivel personal,como musical. El álbum recibe el nombre de 12 Stars haciendo alusión a las 12 estrellas que adornan la corona de La Emperatriz una de las cartas del tarot. El álbum también incluye la canción llamada Los ojos de Chile, inspirada en las protestas masivas en este país que iniciaron en 2019, durante las cuales miles de personas salieron a las calles a manifestarse en contra del legado de la dictadura de Augusto Pinochet y la situación económica y social del país, algunas de ellas, perdieron sus ojos al recibir disparos directos por parte de los oficiales de policía, generando gran indignación y respaldo popular tanto en Chile como en otros países y que la artista rememora a través de esta composición.

## Vida personal
Aldana vive en Washington Heights, Manhattan.

## Premios y condecoraciones
- 2016: Revista DownBeat : "25 para el futuro"

## Discografía
- 2010: Free Fall. Inner Circle Music.
- 2012: Second Cycle. CD Baby.
- 2014: Melissa Aldana and Cash Trio. Concord Records.
- 2016: Back Home. Wommusic.
- 2019: Visions. Motéma Music.
- 2022: 12 Stars. Blue Note Records.